# La Chapelle-Thireuil
La Chapelle-Thireuil korábbi község Franciaország Új-Aquitania régiójában, Deux-Sèvres megyében. 2019. január 1-jén Le Beugnon korábbi községgel egyesült és az így létrejött Beugnon-Thireuil új község része lett.
Lakosainak száma 447 fő (2018. január 1.). La Chapelle-Thireuil Ardin, Le Beugnon, Le Busseau, Fenioux, Puihardy, Saint-Laurs és Scillé községekkel határos.

## Népesség
A település népességének változása:
| Lakosok száma | 435  | 436  | 444  | 441  | 447  |
|               | 2013 | 2015 | 2016 | 2017 | 2018 |